# Arbosiria gracilis
Arbosiria gracilis är en insektsart som beskrevs av Irena Dworakowska 1994. Arbosiria gracilis ingår i släktet Arbosiria och familjen dvärgstritar. Inga underarter finns listade i Catalogue of Life.